# Xiwang
Król Xi z dynastii Zhou (chiń. 周僖王; pinyin Zhōu Xīwáng) – szesnasty władca tej dynastii i czwarty ze wschodniej linii dynastii Zhou. Rządził w latach 682–677 p.n.e. Jego następcą został jego syn, Huiwang.